# ČD-Baureihe 371
Die ČD-Baureihe 371 sind elektrische Lokomotiven des staatlichen tschechischen Eisenbahnverkehrsunternehmens České dráhy, die ursprünglich für den grenzüberschreitenden Verkehr mit 160 km/h auf der Bahnstrecke Děčín–Dresden entwickelt wurden. Sie entstanden als Modernisierung aus der Baureihe 372.

## Geschichte
Anfang der 1990er Jahre wurden die Lokomotiven der Baureihen 230 (DR) und 372 (ČSD) in Betrieb genommen. Mit ihnen begann der grenzüberschreitende elektrische Verkehr zwischen Děčín und Bad Schandau. Mit dem Ausbau der Strecke Dresden–Berlin für 160 km/h war die Baureihe 372 mit ihrer Höchstgeschwindigkeit von 120 km/h im hochwertigen Reisezugverkehr nicht mehr dort einsetzbar. Außerdem war auch der Ausbau der Bahnstrecke Praha–Děčín für 160 km/h geplant. Die Drehgestelle der Lokomotive waren lauftechnisch bis 200 km/h zugelassen, die Bremsausrüstung sowie die Getriebeübersetzung zwischen Fahrmotor und Treibradsatz waren jedoch nur für die zugelassene Geschwindigkeit 120 km/h ausgelegt.
Die Lokomotiven wurden zwischen 1996 und 2000 bei Škoda unter der Werksbezeichnung 76Em modernisiert. Insgesamt wurden die sechs Maschinen 372 001, 002, 003, 004, 005 und 015 unter Beibehaltung der Ordnungsnummern in die Baureihe 371 umgebaut. Die Erprobung der umgebauten Lokomotiven verlief aber nicht so, wie man sich es vorgestellt hatte: Bei den tschechischen Lokomotiven brachen wiederholt die Schleifstücke der Stromabnehmer, wodurch jedes Mal großer Schaden entstand, da der gebrochene Stromabnehmer die Fahrleitung herunterriss. Daraufhin wurden die Stromabnehmer der Lokomotiven auf einzeln gefederte Schleifstücke umgebaut.

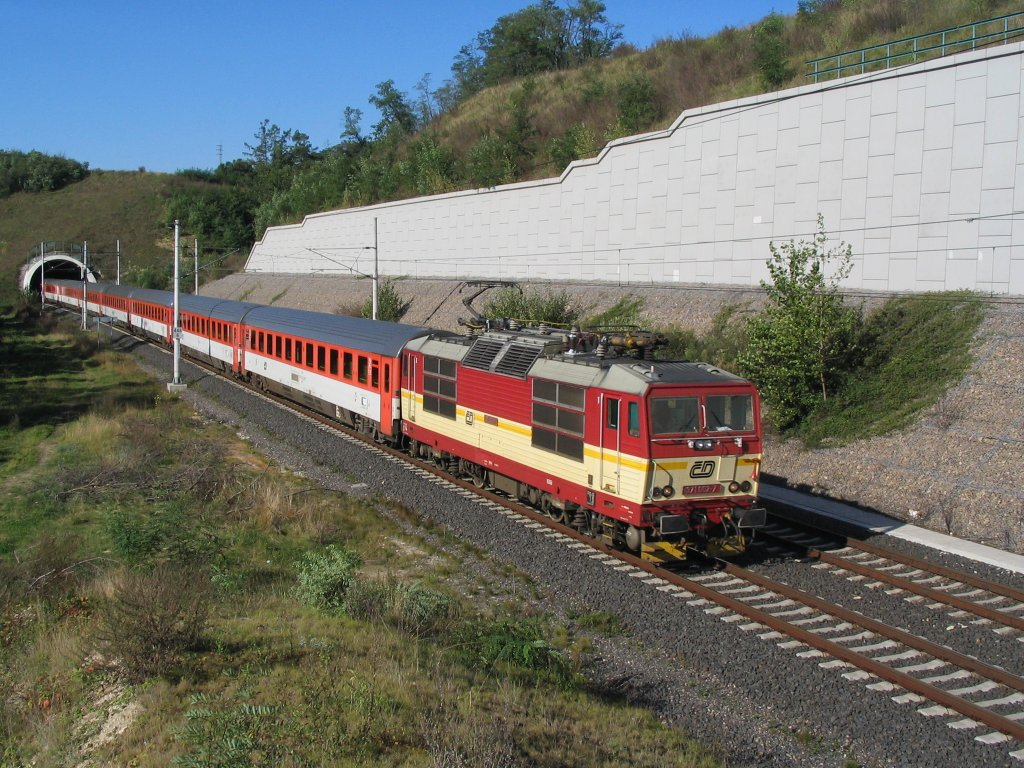
371 002 der ČD mit Eurocity bei Mlčechvosty
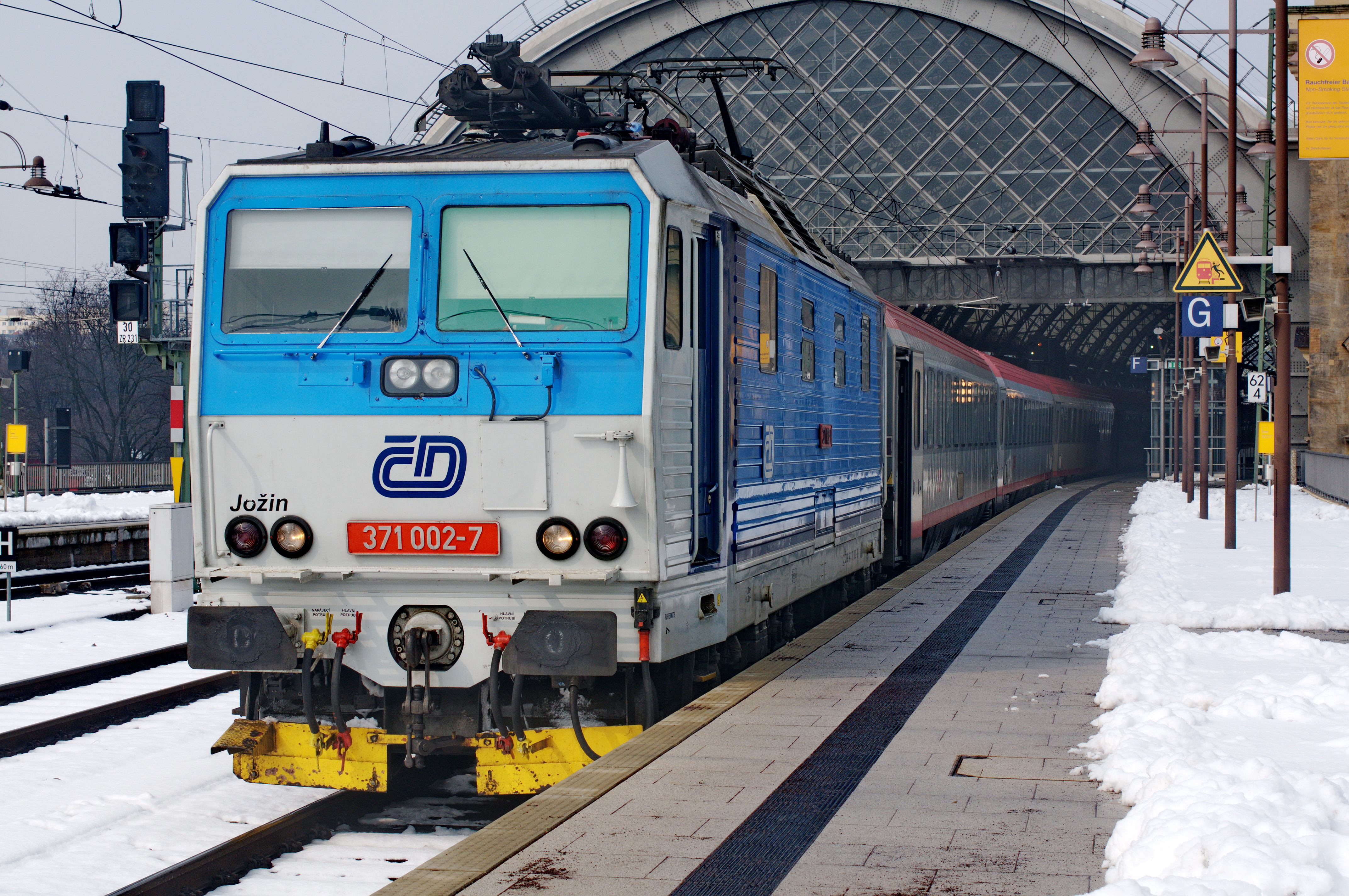
371 002 mit Eurocity in Dresden
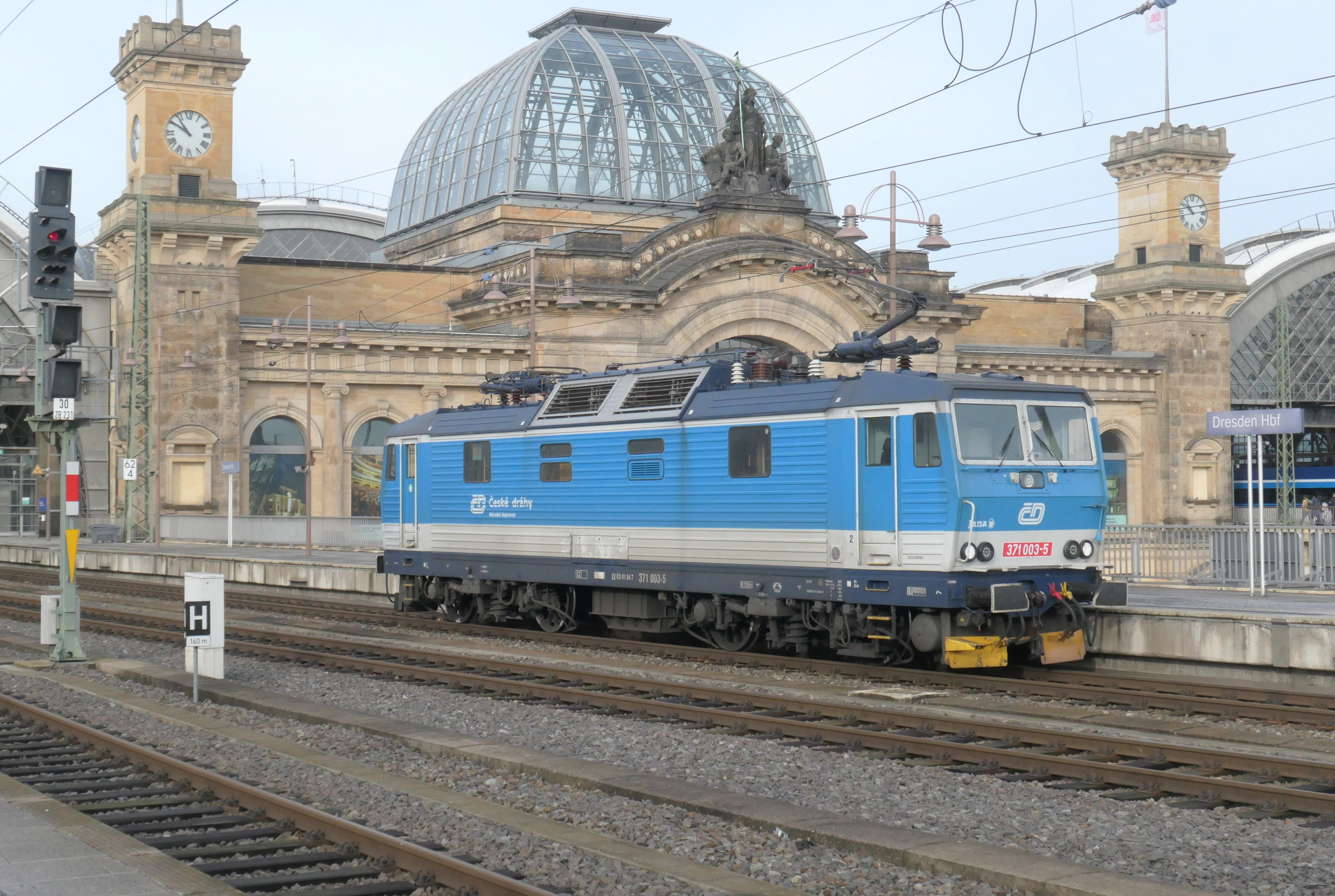
371 003 in Dresden Hauptbahnhof Ostseite (2024)
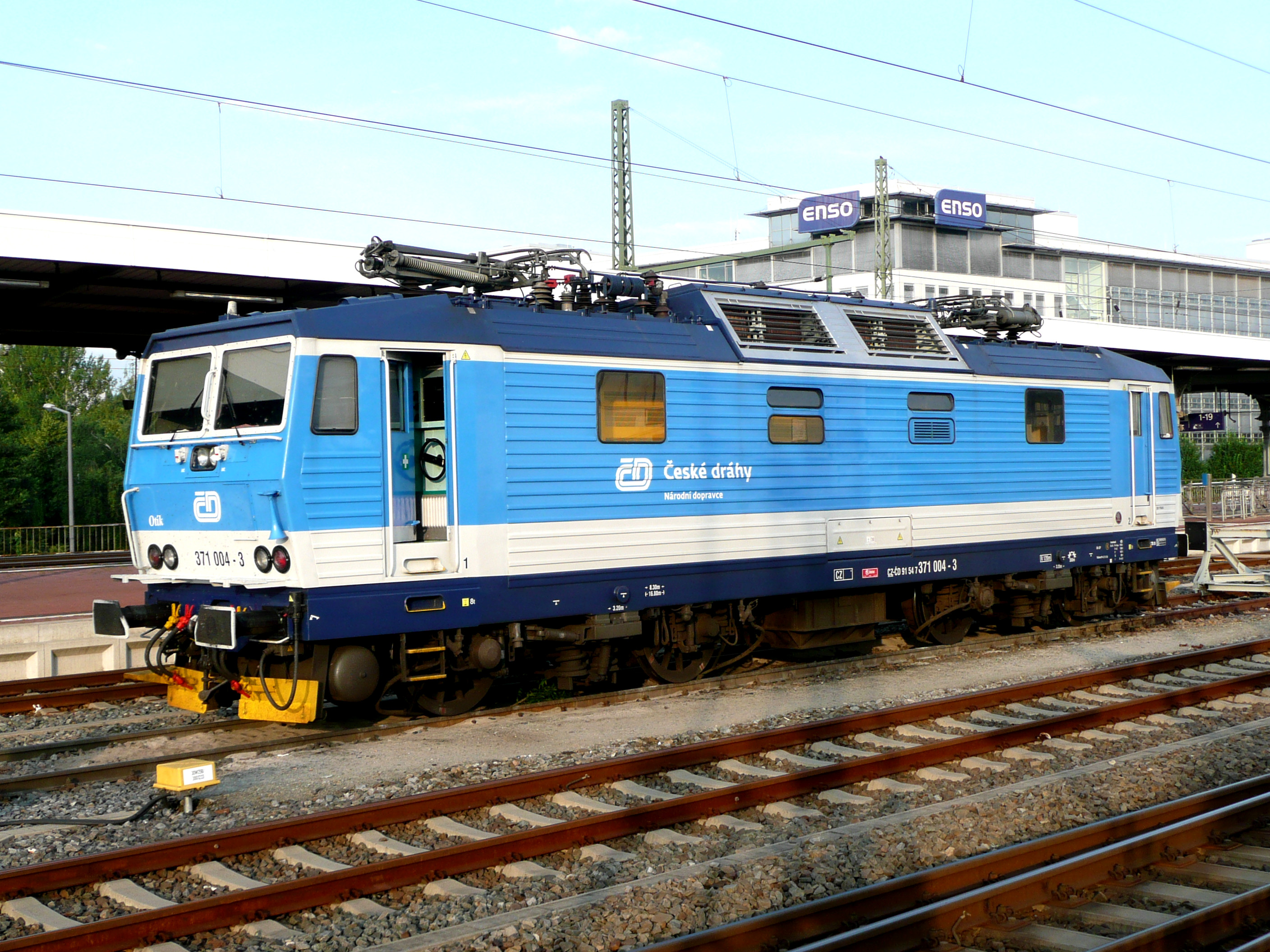
371 004 abgestellt in Dresden Hbf
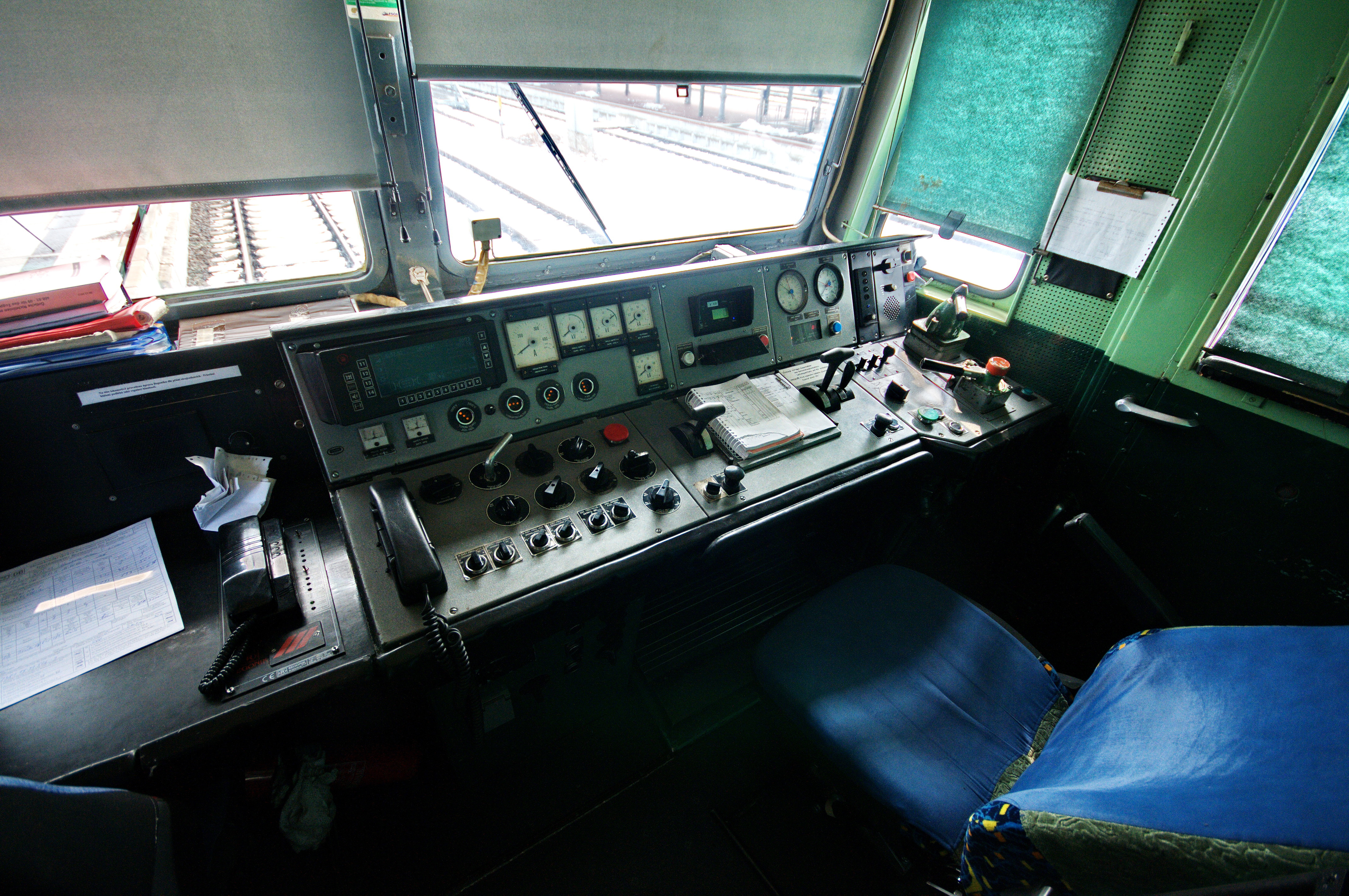
Führerstand der 371 002
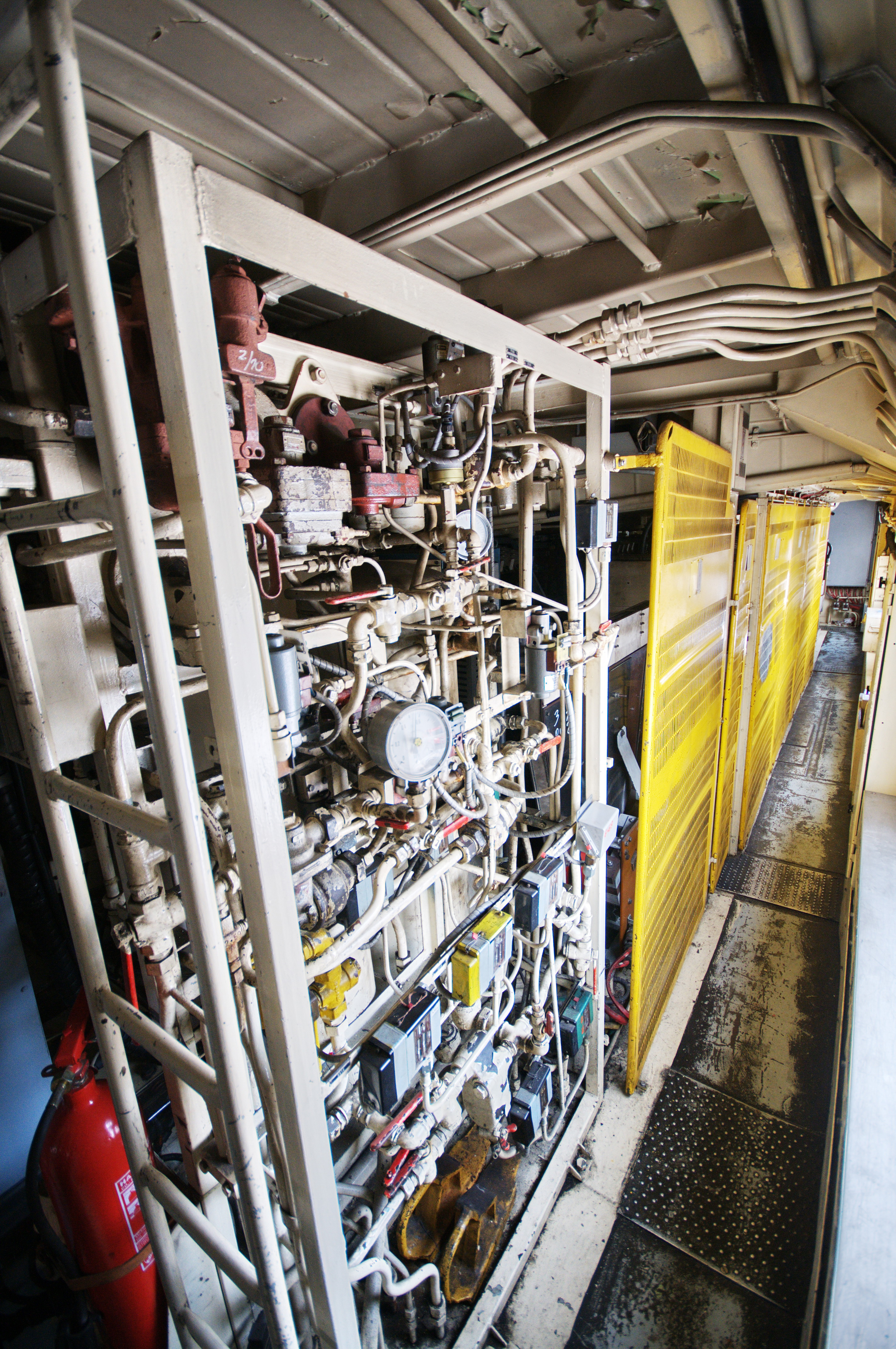
Maschinenraum der 371 002
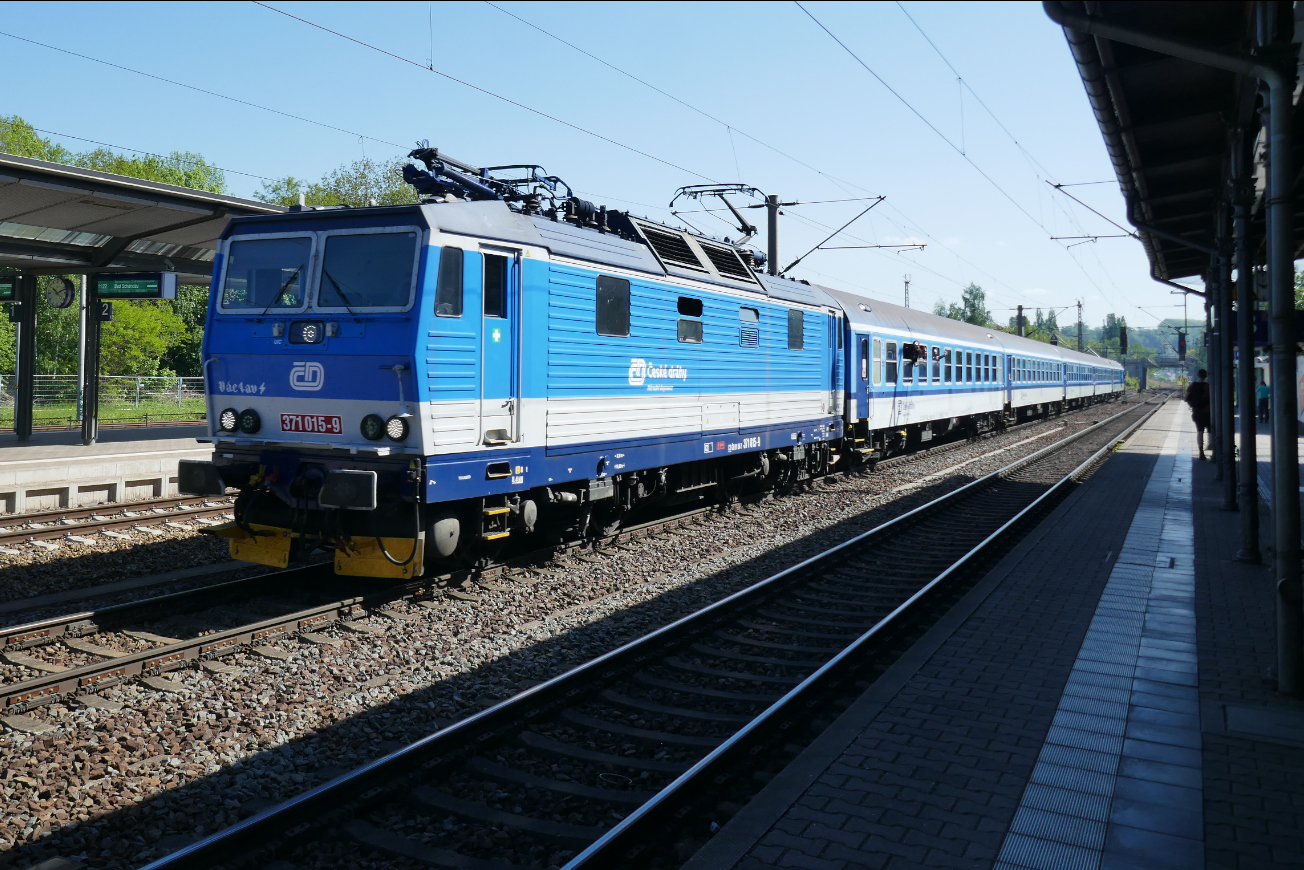
371 015 in Pirna

## DB AG 180 001 / ČD 371201
Auch die Deutsche Bahn ließ eine Lokomotive, die 180 001, umbauen (Typ 80Em). Während der 160-km/h-Erprobung ging eine Frontscheibe zu Bruch, so dass es zu der kuriosen Anordnung kam, dass die neue Höchstgeschwindigkeit nur für einen Führerstand galt. Ein Umbau weiterer Maschinen unterblieb, auch weil die deutschen Lokomotiven der Reihe 180 durch die Bahnreform Railion zugeteilt und hauptsächlich im Güterverkehr eingesetzt wurden. 2002 wurde die Lok mangels Verwendung z-gestellt. 2003 gelangte sie als Entschädigung für die bei einem Unfall in Deutschland stark beschädigte 372 006 an die Tschechische Eisenbahn und wurde 2004 nach Angleichung an die anderen Lokomotiven als 371 201 wieder in Dienst gestellt. Zunächst trug sie weiterhin die verkehrsrote DB-Farbgebung, 2009 wurde sie als erste Lokomotive ihrer Baureihe im aktuellen Najbrt-Design der ČD (lichtgrau mit hellblauen Fensterumfassungen und Seitenwänden und einem dunkelblauen Streifen) lackiert und auf den Namen „Gottlieb“ getauft. Anlässlich der InnoTrans 2014 in Berlin brachte die 371 201 einen Sonderzug nach Berlin und bekam dafür einen Anstrich in den tschechischen Nationalfarben, seit 2017 trägt sie wieder das Najbrt-Design. Im Juli 2023 wurde sie als erste ihrer Reihe ausgemustert. Im Mai 2025 wurde sie für 760.000 Kronen an den Thüringer Eisenbahnverein verkauft.

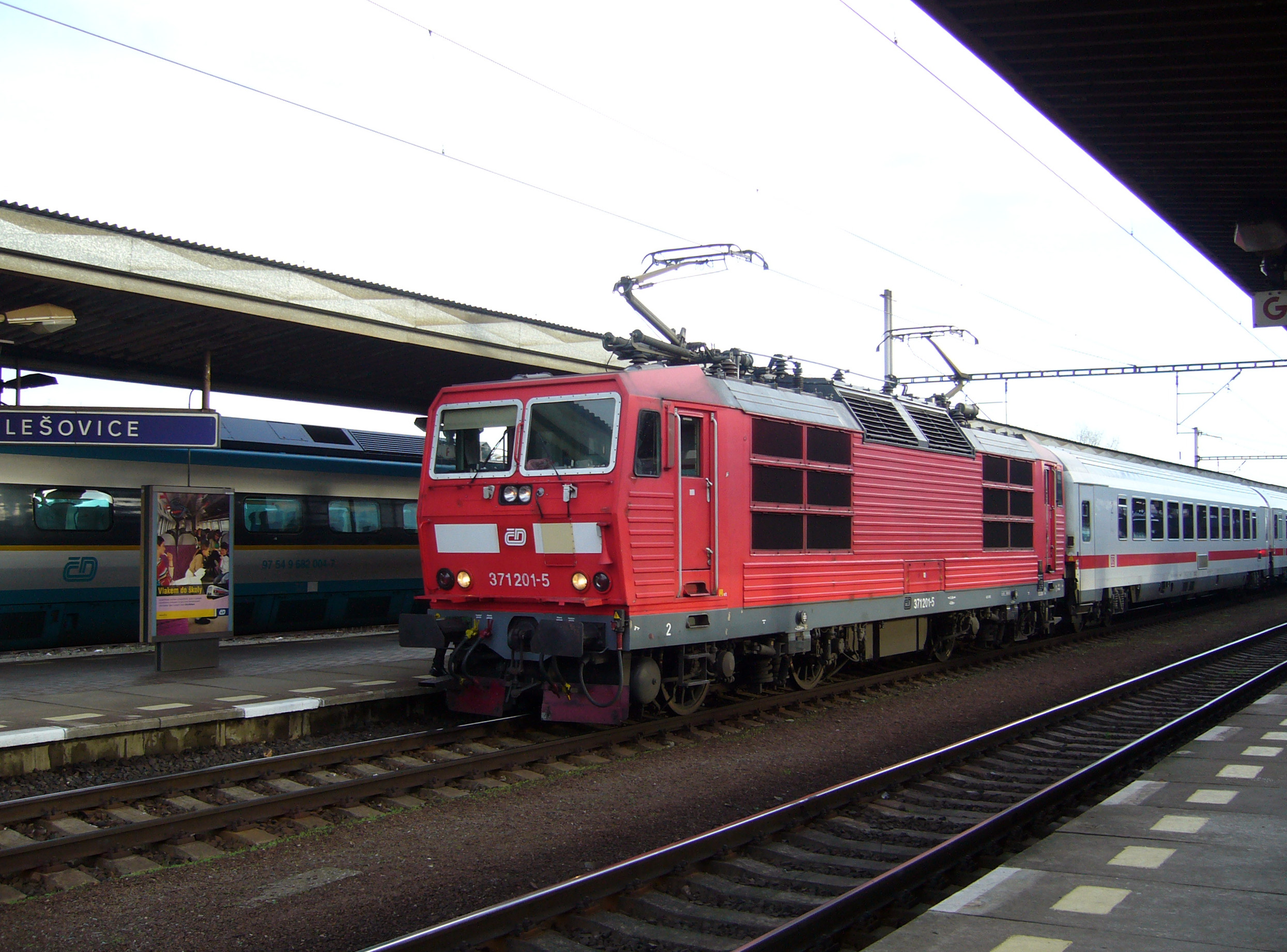
180 001 als 371 201 nach Übergabe an die ČD
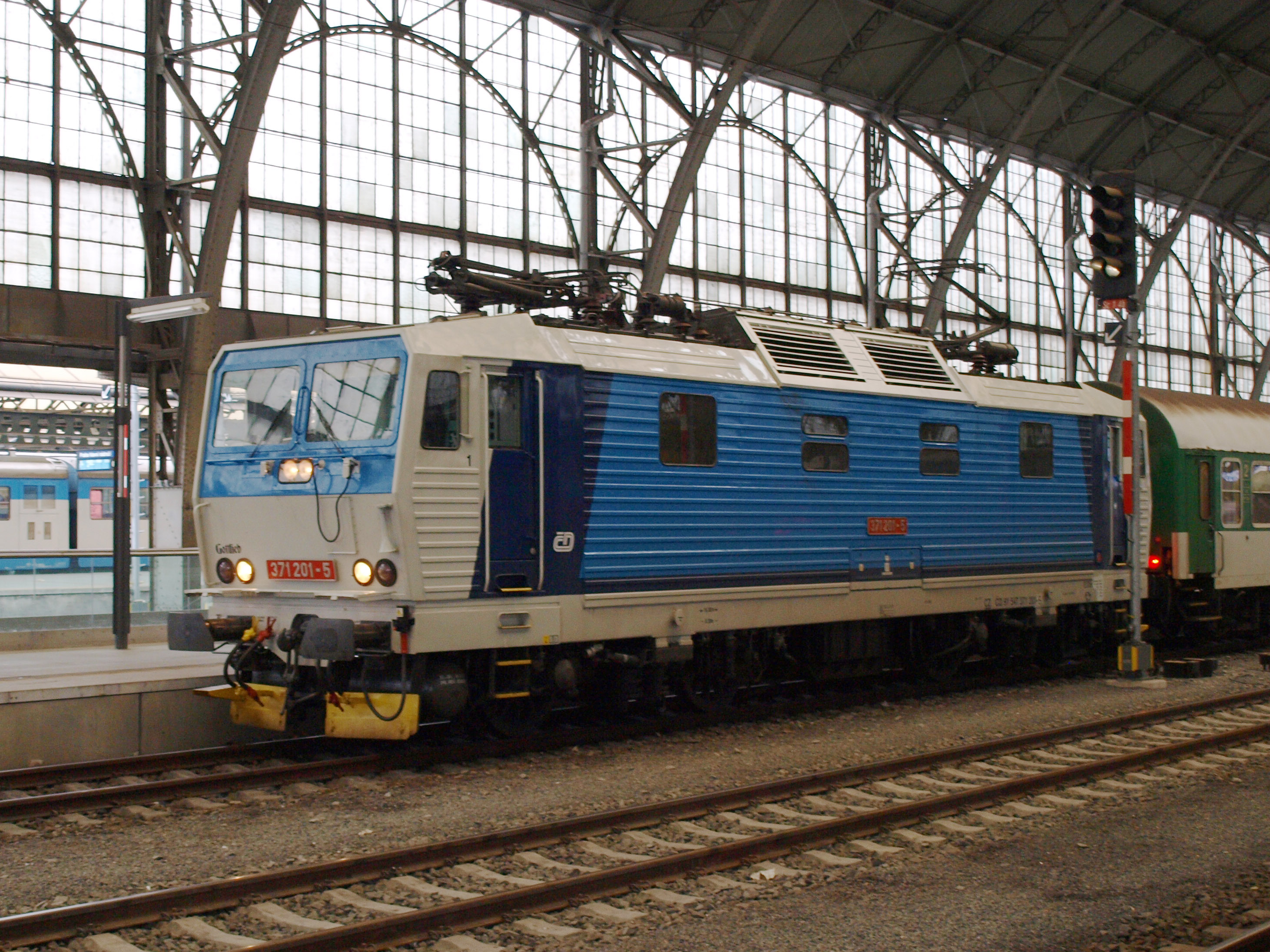
371 201 im Jahr 2009
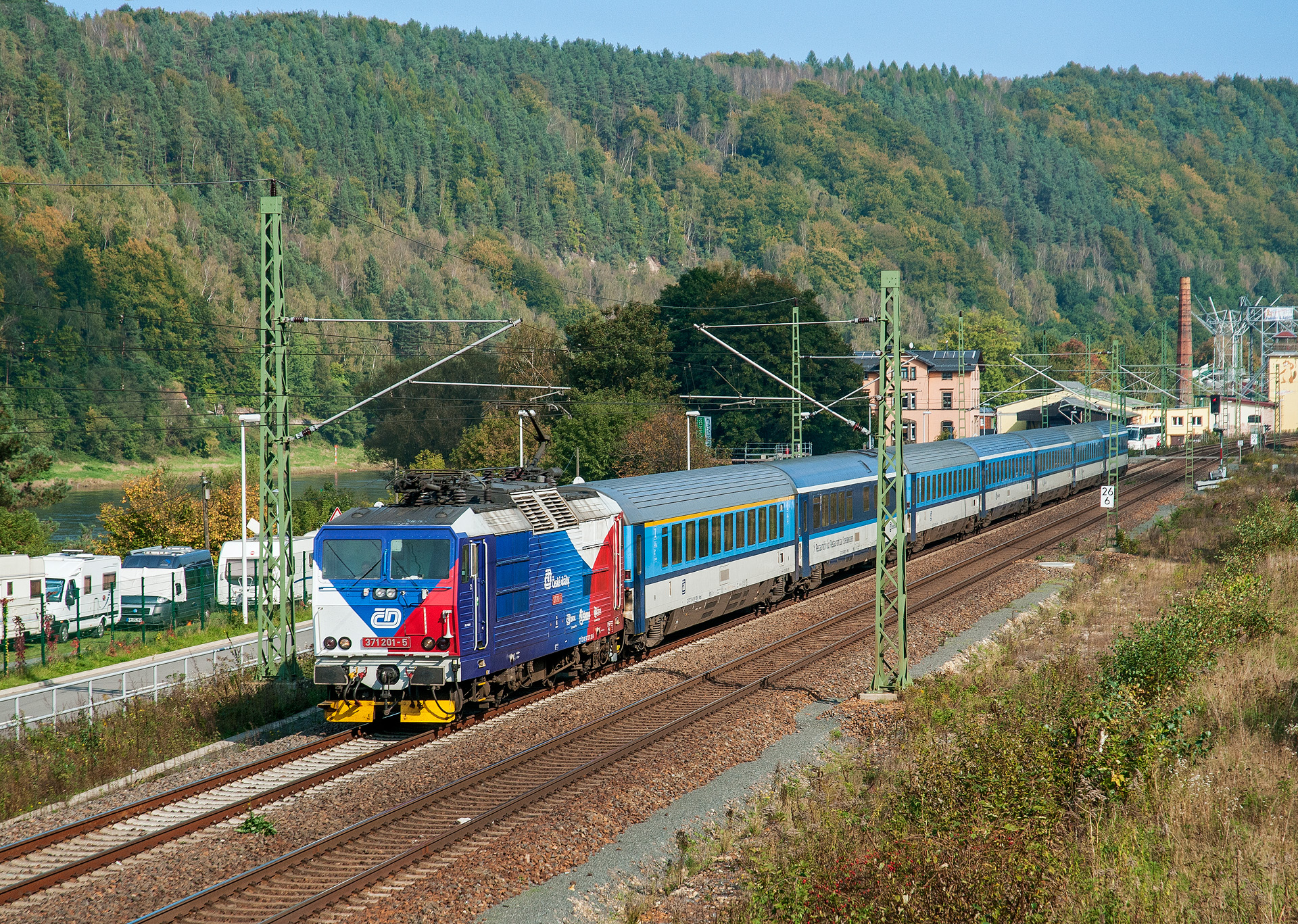
371 201 in der Lackierung von 2014 in Königstein
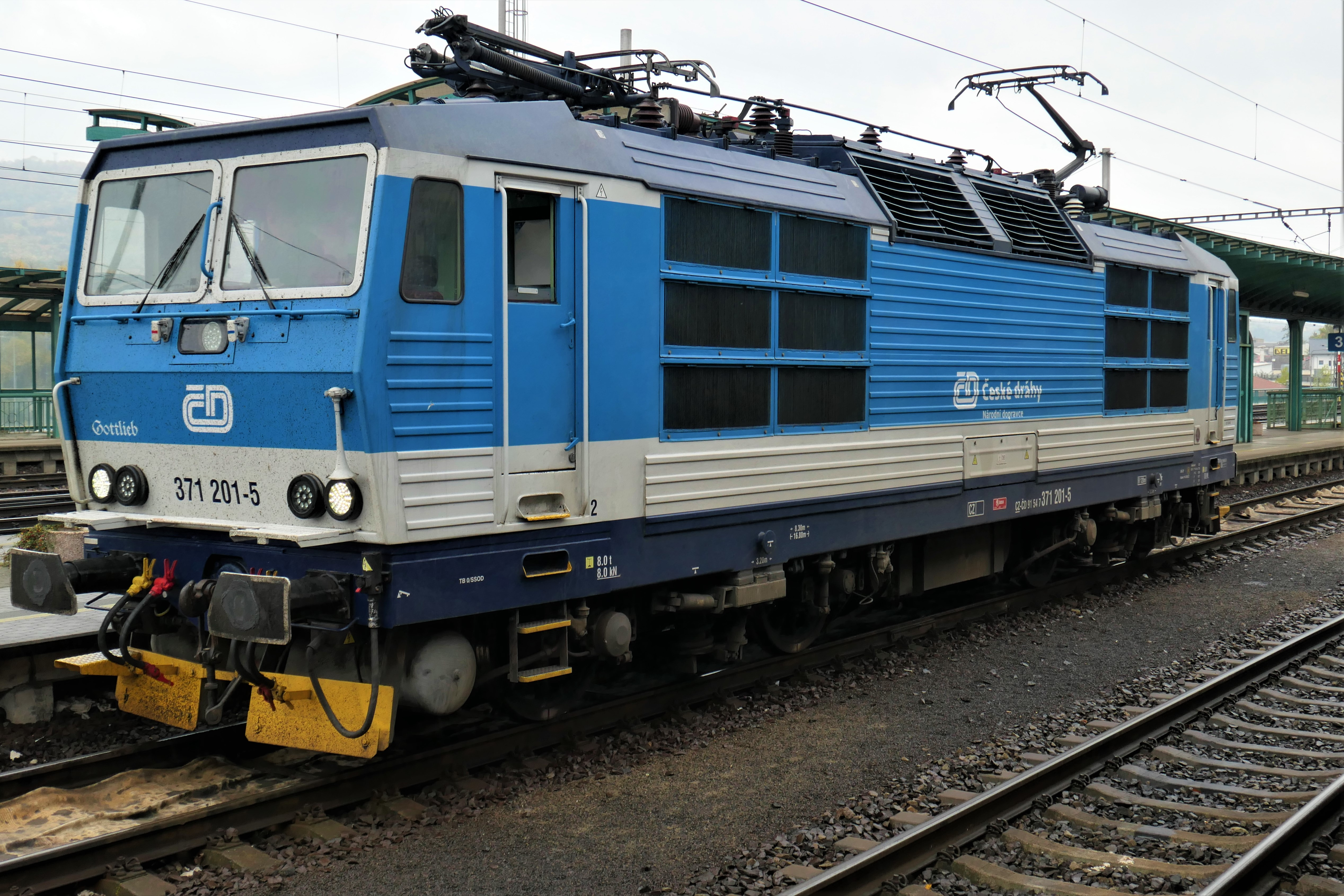
371 201 in der Lackierung von 2022 in Děčín

## Einsatz
Die Lokomotiven verkehrten vor den EuroCity-Zügen zwischen Praha hlavní nádraží und Dresden Hbf. Mit dem Zugpaar EC 258/259 kamen die Lokomotiven auch bis Leipzig Hbf. Bereits zum Dezember 2015 sollten Lokomotiven der Reihe 380 diese Züge zwischen Prag, Berlin und Hamburg durchgehend bespannen. Das für das deutsche Streckennetz zuständige Eisenbahninfrastrukturunternehmen DB Netz verweigerte allerdings zunächst eine uneingeschränkte Zulassung. Für die durchgehende Traktion der Eurocityzüge von Prag nach Hamburg werden deshalb seit Dezember 2017 Mehrsystemlokomotiven des Typs Siemens Vectron eingesetzt. Die Lokomotiven der Reihe 371 bespannen seitdem nationale Züge auf der Strecke Prag – Staré Město u Uherského Hradiště. In der Sommerzeit und im Advent wird der Regionalzug der Linie RE20 zwischen Ústí nad Labem und Dresden weiterhin mit einer Lokomotive der Reihe 371 bespannt. Die dabei u. a. eingesetzte Lokomotive 371 015 geriet am 29. Mai 2022 unweit des Bahnhofs Krippen in Brand und wurde beschädigt.
Zwischen 2004 und 2007 erfolgte auch der Einsatz zwischen Berlin und Rzepin nach Polen. Dort wurden sie durch EU44 von PKP Intercity ersetzt.
Es wird von einem baldigen Einsatzende der Lokomotiven um 2024/2025 ausgegangen. Grund ist die Ausrüstung der Streckeninfrastruktur von Prag bis Kralupy nad Vltavou mit ETCS, womit die Lokomotiven nicht mehr ausgerüstet werden sollen. Hier sollen sie durch neue Vectron mit 230 km/h Höchstgeschwindigkeit ersetzt werden. Die Lokomotiven haben eine hohe Ausfallrate bei einigen Komponenten wie dem Wechselrichter des Elektromotors der Ölpumpe für den Transformator. Auf der Strecke zwischen Prag und Děčín sind die Geschwindigkeitsabschnitte für 160 km/h kurz, sodass sich die Lokomotive nicht voll ausfahren lässt. Im Juli 2024 erlitt die 371 005 bei Roztoky u Prahy einen Brandschaden, Mitte Oktober war sie wieder im Einsatz. Ende Februar 2025 wurde die Lokomotive in den Status als Museumslokomotive aufgenommen und stand nicht mehr für den Plandienst zur Verfügung. Während die 371 004 zeitnah abgestellt werden soll, werden die 371 003 und 015 noch für die Bespannung von Saisonzugpaaren Ústí nad Labem-Dresden Hauptbahnhof weiter vorgehalten.
Die ČD plant die Ausmusterung dieser Lokomotiven im Jahr 2026.